# Plaza de los Caballeros

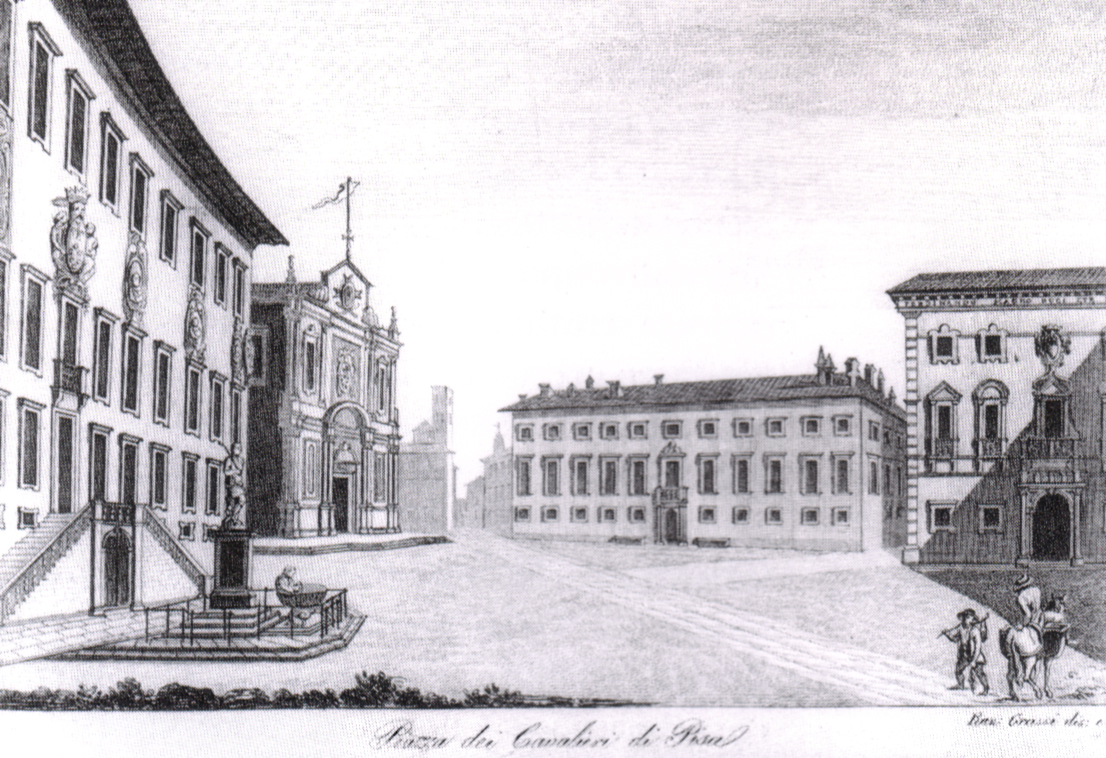
Ranieri Grassi, Veduta di Piazza dei Cavalieri (1834).

La plaza de los Caballeros de Pisa, Italia («Piazza dei Cavalieri» en italiano) es, tras la plaza del Duomo, la plaza más importante de la ciudad. En la antigüedad representaba el centro del poder civil (frente al religioso de la platea episcopalis), mientras que a partir de la segunda mitad del siglo XVI fue la sede de la Orden Militar de San Esteban, deseada por el gran duque Cosimo I de' Medici. Actualmente es un centro de atracción cultural y estudiantil por la presencia de la sede central de la Escuela Normal Superior.

## Historia

### Edad Media
En esta zona se encontraba el antiguo foro romano de la ciudad de Pisa. La plaza era el centro político de la Pisa medieval, lugar de reunión y celebraciones: ya en época lombarda residía allí el Gastaldo, el funcionario real que administraba la ciudad.
Desde 1140 aproximadamente la «Piazza delle Sette Vie», («plaza de los siete caminos», que era su antiguo nombre) se convirtió en el centro de la ciudad de Pisa. Los edificios e iglesias de la zona eran usados por varios tribunales. Su nombre procedía de las calles que allí convergían radialmente (actualmente se han reducido a cinco). Tras la toma del poder por parte del pueblo de Pisa (1254), se construyó en la plaza, fusionando varios edificios preexistentes,  el «palacio del pueblo y de los ancianos» («palazzo del Popolo e degli Anziani»,  actualmente palacio de los Caballeros), en funcionamiento al menos desde 1261; el capitán del pueblo se alojó en el cercano Palacio del Reloj (al menos desde 1357), antiguamente propiedad de la familia Gualandi. Este incorporó también la famosa Torre de Gualandi o «della Fame» donde en 1289 murió el famoso conde Ugolino que según la leyenda comió a sus hijos y nietos, protagonista de uno de los cantos más célebres de la Divina Comedia de Dante Alighieri (Infierno, XXXIII).
A finales del siglo XIII se amplió el lado sur para alojar varias oficinas, tribunales y la residencia del podestà. En esa época se situaba aquí la iglesia de San Sebastiano alle Fabbriche Maggiori (destruida por Vasari), citada desde 1074, que tomaba su nombre de los talleres de herreros presentes en la zona, al menos desde el siglo VII al XIII.

### Renacimiento
Aquí un emisario de Florencia proclamó el final de la independencia de la ciudad en 1406. Con la segunda conquista florentina del 1509 los edificios se mantuvieron sin cambios sustanciales, pero cambiaron las oficinas públicas que alojaban: un comisario florentino y los priores en lugar de los ancianos, y un jefe de custodia en lugar del capitán del pueblo.
En 1558 comenzaron las obras para la completa transformación de la plaza, tras la decisión de Cosimo I de destinarla a sede de la Orden de Caballeros de San Esteban, fundado definitivamente con la aprobación papal en 1562. El responsable de la remodelación fue Giorgio Vasari, quien se preocupó sobre todo de regularizar en unidad y elegancia los edificios que rodean la plaza, construidos según sus palabras en confusión y desorden. La primera intervención afectó al palacio de los Ancianos, convertido en palacio de los Caballeros, destinado a albergar la sede central de los Caballeros (1562-1564). La fachada del palacio está decorada a grafito y contiene dos nichos con bustos de los grandes duques de Toscana.

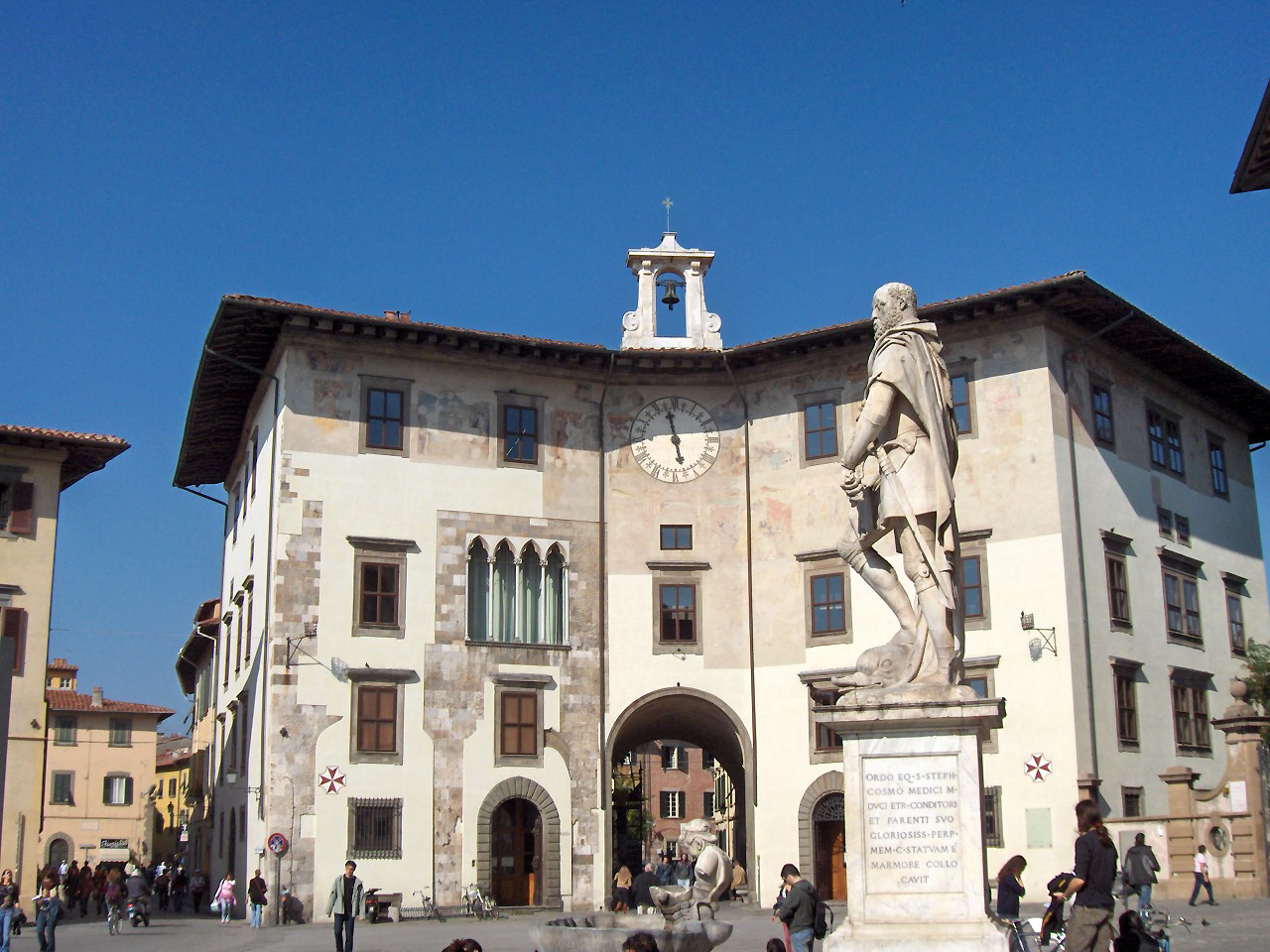
Palazzo dell'Orologio y estatua del gran duque Cosimo I.

Se continuó con la iglesia de San Esteban de los Caballeros (1565-1569), destinada a uso exclusivo de los Caballeros, donde Vasari demolió la vieja chiesa di San Sebastiano teniendo todo el campo libre para su talento y creatividad, y la rectoría de los sacerdotes de la Orden (1566-1594. En 1693 Pietro Francavilla completó el palacio de los Priores, el mismo autor de la estatua de Cosimo I situada en el centro de la plaza (1596). En la misma época se reconstruyó la iglesia de San Roque, incorporada posteriormente por tres casas en serie de la Compañía de San Roque, convertida posteriormente en sede de la recepción, de la cancillería de la Orden y de habitaciones para estudiantes del Studio Pisano (1605).
La fachada de Santo Stefano se realizó según el proyecto de Don Giovanni de' Medici, hijo natural de Cosimo I y amigo de Bernardo Buontalenti. En el siglo siguiente se decoró su interior con valiosas pinturas de los mejores maestros del siglo XVII florentino. Contiene también los estandartes tomados a los turcos durante la Batalla de Lepanto del 7 de octubre de 1571.

### Edad Contemporánea
Entre 1912 y 1952 atravesaba la plaza el Tranvía de Pisa, que tenía una parada en ella.
Entre 2012 y 2013 se realizó una renovación de la zona, sustituyendo el asfalto con un pavimento de arenisca y dotándola de un nuevo sistema de iluminación.[cita requerida]